# Colonia Rodríguez Clara
Colonia Rodríguez Clara är en ort i Mexiko.   Den ligger i kommunen Xico och delstaten Veracruz, i den sydöstra delen av landet, 220 km öster om huvudstaden Mexico City. Colonia Rodríguez Clara ligger 1 258 meter över havet och antalet invånare är 462.
Terrängen runt Colonia Rodríguez Clara är huvudsakligen kuperad, men åt nordost är den platt. Runt Colonia Rodríguez Clara är det ganska tätbefolkat, med 139 invånare per kvadratkilometer. Närmaste större samhälle är Xalapa, 17,1 km nordost om Colonia Rodríguez Clara. I omgivningarna runt Colonia Rodríguez Clara växer i huvudsak städsegrön lövskog.